# Carex aquatilis var. substricta
Variété
Classification phylogénétique
Carex aquatilis var. substricta (aussi appelé Carex subétroit) est une variété de plantes à fleurs du genre Carex et de la famille des Cyperaceae. C'est une variété de Carex aquatilis. Elle est originaire d'Amérique du Nord. Elle se caractérise par des feuilles très étroites.
Synonymes
- Carex substricta (Kük.) Mack.